# Pekrska gorca
Pekrska gorca  je osameli grič, v Mariboru. Nahaja se na geološki prelomnici. Njena sestava je iz evpridnih kamnin.
Leži na 351 m nadmorske višine in 51 m relativne višine.
Severovzhodna stran je porasla z gozdom, jugovzhodna pa z vinsko trto. Leži na vzhodni strani Peker, po katerih je dobila ime, dviga pa se iz ravnine. Imenujejo jo tudi Slovenska Kalvarija. Od leta 1664 je na njej stal križ, ki ga je okoli leta 1830 nadomestila cerkvica Žalostne matere Božje, do katere vodi pot s štirimi kapelicami, vzdolž vzhodnega grebena.
Na njej so leta 1953 zgradili 60 m visoko smučarsko skakalnico. Takrat je bila po velikosti skakalnica takoj za Planiško. V 80. letih 20. stoletja so skakalnico odstranili.
V bližini Pekrske gorce je Regionalni center RTV Slovenija, kjer delujeta radio in televizija Maribor (zgrajen leta 1986).